# Dysmachus bequaerti
Dysmachus bequaerti is een vliegensoort uit de familie van de roofvliegen (Asilidae). De wetenschappelijke naam van de soort is voor het eerst geldig gepubliceerd in 2001 door Tomasovic.